# Maria Schell
Maria Schell (Viena, 15 de janeiro de 1926 — Preitenegg, 26 de abril de 2005) foi uma atriz austríaca.
Maria Schell faleceu aos 79 anos, em sua casa em Preitenegg, no sul da Áustria, de insuficiência cardíaca, segundo o prefeito Franz Kogler, à agência de notícias alemã "Deutsche Presse-Agentur".
Ela era irmã do ator Maximilian Schell.

## Prêmios e indicações
Festival de Cannes 1954
- Venceu
  - Prêmio de interpretação feminina por Die Letzte Bruecke (A Ponte da Esperança), de Helmut Kautner[2]

Festival de Veneza 1958
- Venceu
  - Leão de Ouro (melhor atriz) por Gervaise[2]

## Filmografia
- 1942 - Steibruch
- 1948 - Der Engel mit der Posaune
- 1948 - Maresi
- 1950 - Es kommt ein Tag
- 1951 - Dr. Holl – Die Geschichte einer großen Liebe
- 1952 - Der träumende Mund
- 1952 - Bis wir uns wiederseh'n
- 1953 - Die letzte Brücke
- 1953 - Solange du da bist
- 1953 - Tagebuch einer Verliebten
- 1954 - Der wunderbare Flimmerkasten (The Magic Box)
- 1954 - Napoleone Bonaparte (Napoléon)
- 1954 - Herr über Leben und Tod
- 1955 - Die Ratten
- 1956 - Rose Bernd
- 1956 - Wirbelsturm am Po (Urugano sul Po)
- 1956 - Gervaise
- 1957 - Le notti bianche
- 1958 - The Brothers Karamazov
- 1958 - Eine Frauenleben (Une vie)
- 1958 - Der Schinderhannes
- 1958 - The Hanging Tree
- 1959 - Raubfischer in Hellas
- 1960 - Cimarron
- 1961 - The Mark
- 1962 - Ich bin auch nur eine Frau
- 1963 - Zwei Whisky und ein Sofa
- 1965 - L'assassin connait la musique
- 1969 - Schrei vor dem Fenster (Fernsehserie Der Kommissar)
- 1970 - Der Hexentöter von Blackmoor (The Bloody Judge)
- 1971 - Die Pfarrhauskomödie
- 1971 - Olympia-Olympia
- 1972 - Marie
- 1972 - Chamsin (Produktion)
- 1973 - Der Tod von Karin W. (Fernsehserie Der Kommissar)
- 1974 - The Odessa File
- 1975 - Folies bourgeoisies
- 1975 - Die Abrechnung (Fernsehserie Tatort)
- 1975 - So oder so ist das Leben
- 1976 - Voyage of the Damned
- 1977 - Teerosen
- 1978 - Superman
- 1979 - Die erste Polka
- 1980 - Die Mars-Chroniken (3-teilige SF Serie nach R.Bradbury mit Rock Hudson)
- 1981 - Das Traumschiff (Serienhaupttitel)
- 1982 - Die Spaziergängerin von Sans-Souci (La passante de Sans-Souci)
- 1982 - Frau Jenny Treibel
- 1982 - Der Besuch der alten Dame
- 1983 - Der Trauschein
- 1984 - König Drosselbart
- 1984 - Samson and Delilah
- 1985 - Zweimal 30 - Maria Schell Special
- 1987 - Die glückliche Familie (Serienhaupttitel)
- 1989 - Die glückliche Familie
- 1991 - Die glückliche Familie (Folgen 47-52)
- 1991 - Das letzte Wort (Le dernier mot)
- 1992 - Die glückliche Familie, Episode 43-44
- 1993 - Nach langer Zeit
- 1995 - Der Clan der Anna Voss
- 1995 - Heilig Blut (Fernsehserie Tatort)
- 1996 - Dr. Berg - Nur das Leben zählt (La passion de docteur Bergh)
- 2002 - Meine Schwester Maria